# Aethianoplis bipapilloides
Aethianoplis bipapilloides är en stekelart som beskrevs av Heinrich 1968. Aethianoplis bipapilloides ingår i släktet Aethianoplis och familjen brokparasitsteklar. Inga underarter finns listade i Catalogue of Life.